# Politique au Burkina Faso
Présidence Sandaogo Damiba
De 1991 à 2022, le Burkina Faso (prononciation : /buʁ.ki.na fa.so/), littéralement « Pays des Hommes intègres », est une république semi-présidentielle. Le président du Faso est le chef de l'État. Le pouvoir exécutif est aux mains du gouvernement et du président tandis que le pouvoir législatif est partagé entre le gouvernement et le parlement. Le pouvoir judiciaire est indépendant des deux premiers. Officiellement multipartite, la vie politique était jusqu'en 2014 dominée par le Congrès pour la démocratie et le progrès.
Depuis le coup d'État de janvier 2022, la constitution est suspendue, le président et le gouvernement sont limogés. Depuis septembre 2022, le chef de l'État est Ibrahim Traoré, chef de la junte, le Mouvement patriotique pour la sauvegarde et la restauration.

## Régime
De l'adoption de la constitution le 11 juin 1991 au coup d'État de janvier 2022, le pays vit sous le régime de la IVe République.

## Pouvoir exécutif
| Fonction                     | Nom                     | Parti  | Depuis                                        |
| ---------------------------- | ----------------------- | ------ | --------------------------------------------- |
| Chef de l'État de transition | Ibrahim Traoré          |        | 30 septembre 2022 (2 ans, 5 mois et 12 jours) |
| Premier ministre             | Jean Emmanuel Ouédraogo | (MPSR) | 7 décembre 2024 (3 mois et 7 jours)           |

Le président de la République est élu pour cinq ans au suffrage populaire. Il nomme le Premier ministre avec l'accord du parlement.
À la suite de la révolution de 2014 au Burkina Faso, la constitution est suspendue le 31 octobre 2014 et le nouveau pouvoir exécutif est désigné par un conseil de désignation. La constitution est rétablie en novembre 2014.
À la suite du coup d'État de janvier 2022, la constitution est suspendue, le président et le gouvernement sont limogés. Le chef de l'État est le président de la junte, le Mouvement patriotique pour la sauvegarde et la restauration.

## Pouvoir législatif

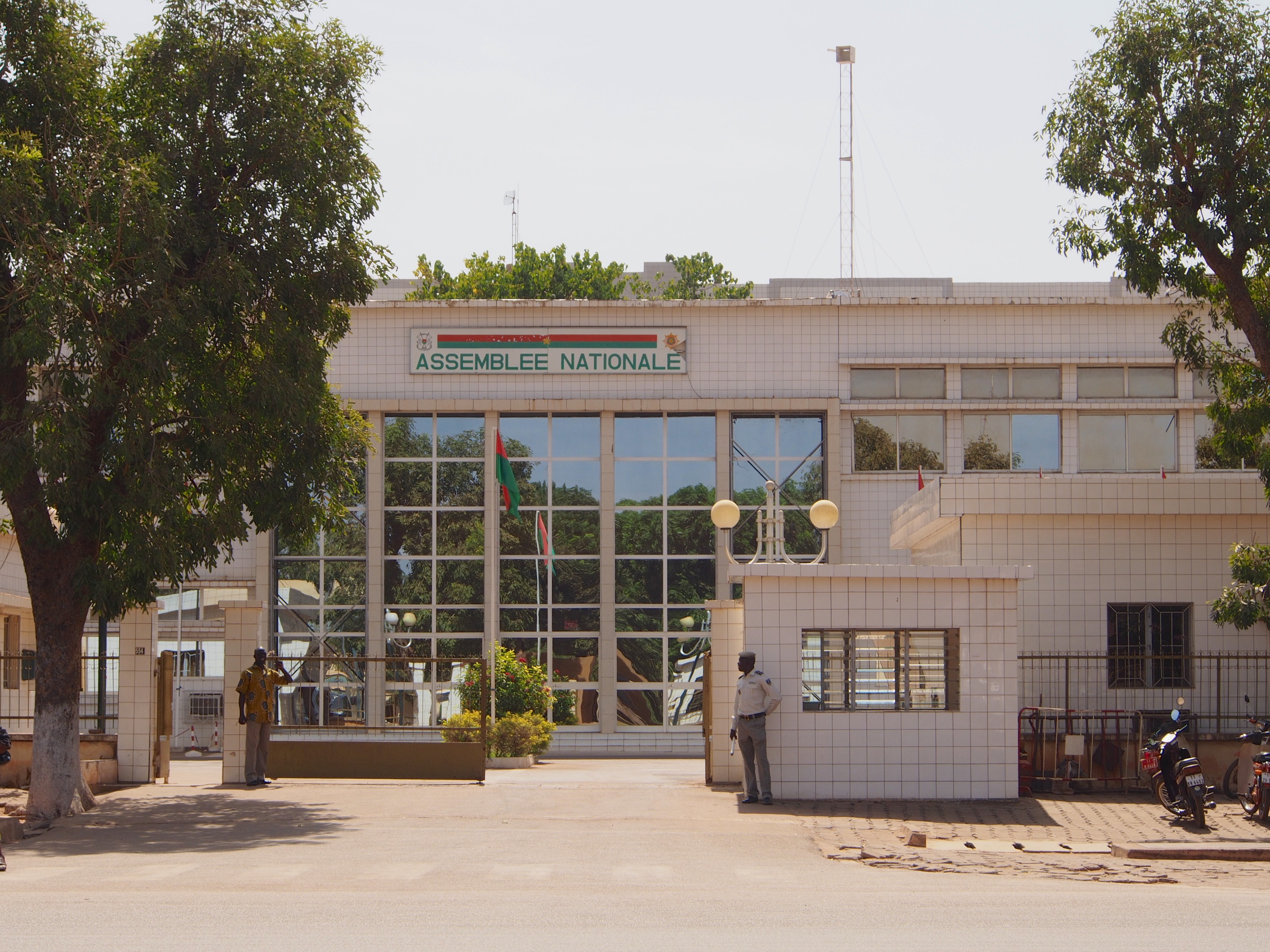
Le bâtiment de l'Assemblée nationale du Burkina Faso au centre de Ouagadougou, 2013.

Le parlement burkinabè est monocaméral. L'Assemblée nationale compte 127 membres élus pour cinq ans. 26 députés sont élus à la proportionnelle sur une circonscription nationale et 111 dans un scrutin proportionnel dans 13 circonscription régionales.
Selon la Constitution (article 43), « en cas de vacance de la Présidence du Faso pour quelque cause que ce soit ou d’empêchement absolu ou définitif constaté par le Conseil constitutionnel saisi par le Gouvernement, les fonctions du Président du Faso sont exercées par le Président de l’Assemblée nationale ». Cet intérim dure jusqu’à l’élection du nouveau chef de l’État, dans les limites de trente jours au moins et de soixante jours au plus.

## Partis politiques et élections

### Élection présidentielle de 2005
Une élection présidentielle a lieu le 13 novembre 2005. Le président Blaise Compaoré, au pouvoir depuis 1987, a annoncé le 8 août 2005 qu'il accepte la requête de son parti, le Congrès pour la Démocratie et le Progrès (CDP), qui lui demande de se porter candidat à sa propre succession. Il a été investi dans son fief de Ziniaré et devrait remporter le scrutin face à une opposition divisée et sans repère.
C'est la première fois depuis le rétablissement du multipartisme en 1991 que l'opposition participe à un scrutin présidentiel. En 1991 et en 1998, les partis d'opposition avaient boycotté l'élection présidentielle, laissant Blaise Compaoré quasiment seul en lice.

### Contestation de la rééligibilité

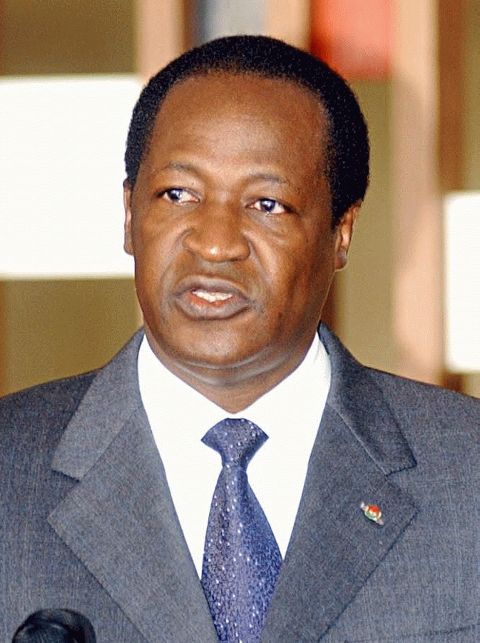
Blaise Compaoré en 2003.

La candidature du président Compaoré est fortement contestée par cette opposition qui y voit une violation de la constitution.
Selon les arguments des opposants, la constitution – telle que révisée après le drame de Sapouy – limite le nombre de mandats présidentiels à deux ; cela découle de l'article 37 de la loi fondamentale burkinabé, d'après lequel : Le président est élu pour cinq ans. Il est rééligible une seule fois. Le président Compaoré, ayant été élu pour une première fois en 1991 et réélu en 1998, ne peut donc se présenter une troisième fois.
Les partisans du président arguent que la loi n'est pas rétroactive et que la disposition qui impose la limitation des mandats, ayant été adoptée alors que le président était à mi-chemin de son deuxième mandat, ne peut empêcher Blaise Compaoré de se présenter à nouveau aux suffrages.
Le débat est tel que chacun semble avoir raison ; seul le Conseil Constitutionnel, chargé de valider les candidatures, peut trancher.
Selon les analystes, tout se présente en faveur du président, non pas que le Conseil soit à ses ordres, mais parce que le principe de la non-rétroactivité des lois favorise son interprétation.

### Élections municipales du 23 avril 2006
Les élections se sont déroulées dans les 357 communes. 70 partis politiques ont présenté des listes pour l’élection de 17 786 conseillers.
Selon les résultats définitifs de la Commission électorale nationale indépendante, le Congrès pour la démocratie et le progrès (CDP), parti du président Blaise Compaoré, a largement rapporté les élections avec 72 % des sièges à pourvoir.
- Congrès pour la démocratie et le progrès (CDP) : 12 854 conseillers.
- Alliance pour la démocratie et la fédération/Rassemblement démocratique africain (ADF/RDA) : 1 637 sièges
- Union pour la République (UPR): 610 sièges.
- Parti pour la démocratie et le socialisme (PDS) : 357 sièges.
- Parti africain de l'indépendance (PAI) : 337 sièges.

### Élection présidentielle de 2015
Au terme d'une élection démocratique qui se déroule dans le calme, Roch Marc Christian Kaboré est élu président avec une large avance dès le 1er tour.

### Élection présidentielle de 2020
Kaboré est réélu dès le premier tour lors de l'élection présidentielle de 2020.